# Liste der Plätze in Graz

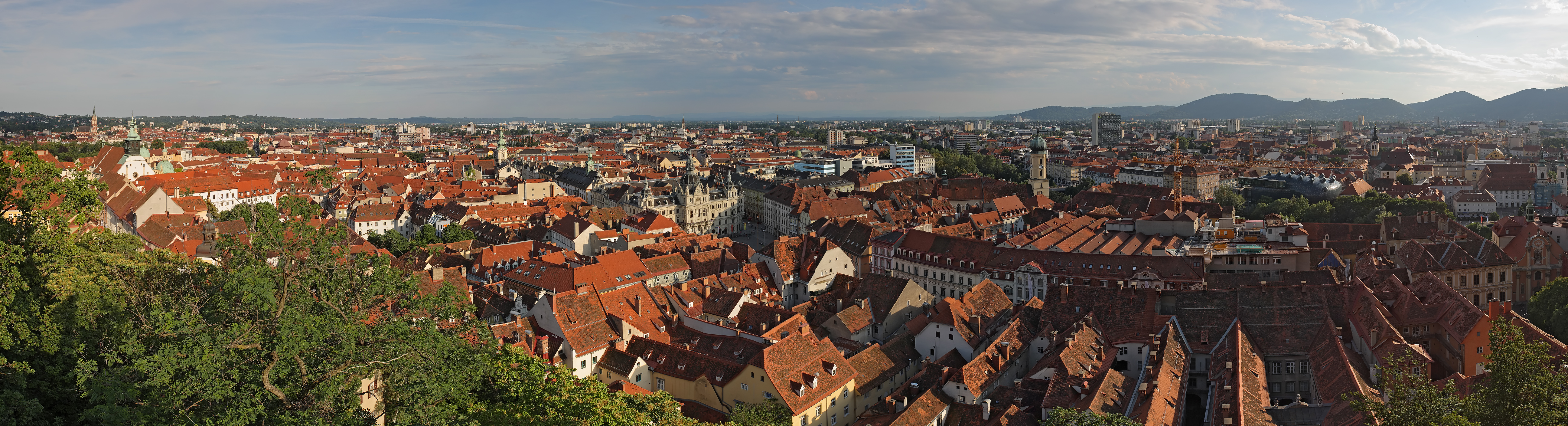
Panoramablick auf die Stadt vom Grazer Schloßberg aus, mittig der Hauptplatz

Diese Liste der Plätze in Graz führt alle Plätze der steirischen Landeshauptstadt Graz auf. Nicht gelistet werden Parks und einige Flächen, welche zwar formal die Bezeichnung „Platz“ tragen, jedoch nur Abschnitte eines Parks sind. Dies betrifft das Emichplatzl und den Platz der Ehrenamtlichen am Schlossberg, den Groningenplatz, den Jerusalemplatz, den Platz der Menschenrechte und den Platz der Versöhnung im Stadtpark, den Johannes-Zwerger-Platz im Bezirk St. Leonhard sowie das Dr.-Hans-Spitzy-Platzl im Bezirk Gries. Auch Höfe sind nicht Teil dieser Liste, selbst wenn sie öffentlich zugänglich sind und, wie beispielsweise der Hof der Grazer Burg, platzartigen Charakter haben.

## Liste
| Name                            | Bezirk           | Namensherkunft | Aktuelle Benennung      | Kurzübersicht, frühere Namen | Bild |
| ------------------------------- | ---------------- | --- | ----------------------- | --- | ---- |
| Am Eisernen Tor                 | 1., Innere Stadt | Nach einem 1860 abgebrochenen Stadttor. | 1947                    | Nach Abbruch der Stadtbefestigung und Verfüllung des Stadtgrabens vergrößerte sich der alte „Eisenthorplatz“. Von 1876 bis 1899 hieß er Auerspergplatz, danach Bismarckplatz. Heute geht das Areal fließend von der Herrengasse in den Jakominiplatz über. |      |
| Andreas-Hofer-Platz             | 1., Innere Stadt | Nach dem Tiroler Freiheitskämpfer Andreas Hofer (1767–1810).                                                                                          | 1947                    | Ursprünglich befand sich hier nur ein kleiner, „Fischplatz“ oder „Fischmarkt“ genannter Platz vor dem Karmelitinnenkloster. Nachdem die Gebäude des 1782 aufgelösten Klosters bis 1934 abgerissen wurden, erweiterte sich der Platz. In der Zeit des Nationalsozialismus wurde er auch als „August-Aßmann-Platz“ bezeichnet, 1947 erfolgte die Umbenennung nach dem Südtiroler Freiheitskämpfer Andreas Hofer. Er ist heute ein von modernen Bauten geprägter Verkehrsknotenpunkt. |      |
| Andritzer Hauptplatz            | 12., Andritz     | Nach dem gleichnamigen Bezirk. | 2002                    | Hieß vor der Eingemeindung von Andritz zu Graz im Jahr 1938 nur „Hauptplatz“ und wurde dann in „Adolf-Hitler-Platz“ umbenannt. Nach 1945 war er offiziell namenlos, die Bezeichnung „Andritzer Hauptplatz“ blieb jedoch umgangssprachlich bestehen und wurde schließlich offiziell. Heute Zentrum dieses Vorortes, seit 1903 Endstation einer Linie der Straßenbahn Graz. |      |
| Annaplatz                       | 14., Eggenberg   | Nach eine Kapelle der Heiligen Anna. | 1913                    | Ein kleiner Platz im einstigen Weiler Algersdorf, heute nahe der Umkehrschleife Eggenberg/UKH der Straßenbahn Graz. Bis 1913 als Teil der nahen Göstinger Straße bezeichnet. |      |
| Anton-Lippe-Platz               | 7., Liebenau     | Nach dem auch in Graz tätigen Theologen und Kapellmeister Anton Lippe (1905–1974).                                                                    | 1976                    | Der Platz wird von der 1976 geweihten Kirche Christus der Auferstandene dominiert, der Antrag zur Benennung ging von diesem Seelsorgezentrum aus. |      |
| Auenbruggerplatz                | 3., Geidorf      | Nach dem in Graz geborenen Mediziner Leopold von Auenbrugger (1722–1809).                                                                             | 1948                    | 1948 wurde der an das LKH-Universitätsklinikum Graz angrenzende Teil des Leonhardplatzes in Auenbruggerplatz umbenannt. Heute ist dies die Anschrift für große Teile des weitläufigen Krankenhausgeländes. |      |
| Bertha-von-Suttner-Platz        | 7., Liebenau     | Nach der österreichischen Friedensnobelpreisträgerin Bertha von Suttner (1843–1914).                                                                  | 2015                    | Die Gestaltung des schon 2015 benannten Platzes neben der Straßenbahnschleife Liebenau wurde 2021 als Teil der Neugestaltung des Areals vor der Merkur Arena abgeschlossen. |      |
| Bischofplatz                    | 1., Innere Stadt | Nach dem dortigen Bischöflichen Palais. | 1813                    | An diesem schmalen Platz liegt seit dem 13. Jahrhundert das Stadthaus des Bischofs der Diözese Graz-Seckau. Im 17./18. Jahrhundert wurde der Platz auch als „Schlosserplätzl“, später als „Bischofgasse“ bezeichnet. |      |
| David-Herzog-Platz              | 5., Gries        | Nach dem Rabbiner und Historiker David Herzog (1869–1946).                                                                                            | 2000                    | Die Fläche neben der 1938 niedergebrannten Grazer Synagoge hieß seit 1988 „Synagogenplatz“. Anlässlich der Neueröffnung der Synagoge wurde der Platz nach dem 1938 vertriebenen Rabbiner benannt. |      |
| Dietrichsteinplatz              | 2., St. Leonhard | Nach dem Geschlecht der Dietrichstein. | 1879                    | Die Benennung wurde 1879 im Zuge der geplanten Überwölbung des Grazbaches beschlossen, die damals „Fürst Dietrichsteinplatz“ genannte Fläche entstand jedoch erst durch Fertigstellung der Bauarbeiten einige Jahre später. Die Familie Dietrichstein begründete in der nahen Schörgelgasse eine bis heute bestehende wohltätige Stiftung (Dietrichsteinsches Stiftungshaus). |      |
| Entenplatz                      | 5., Gries        | Vermutlich nach dem Gewässer Entenbachl. | 1803                    | In einem Plan von 1830 scheint in der Nähe des Platzes noch das Entenbachl als eine Ableitung des Grazer Mühlgangs auf. In dieser Gegend nahe an den damaligen Murauen befand sich einst die bürgerliche Schießstatt, das ehemalige Schießstattgebäude (Entenplatz 4) beherbergt heute das Stadtarchiv. Er ist heute mehr als Straßenzug denn als Platz wahrnehmbar. |      |
| Esperantoplatz                  | 4., Lend         | Nach der Plansprache Esperanto. | 1949                    | Die zuvor namenlose Fläche an einer Kreuzung der Annenstraße erhielt ihren Namen 1949 anlässlich eines in Graz stattfindenden Esperantokongresses. Zum 100. Jubiläum der Plansprache wurde die ursprüngliche Grünfläche 1987 gepflastert und ein Denkmal aufgestellt. |      |
| Europaplatz                     | 4., Lend         | Im Geist der europäischen Einigungsbewegung. | 1972                    | Die Fläche vor dem Hauptbahnhof Graz hieß seit dessen Errichtung 1844 „Bahnhofplatz“. Während der Zeit des Nationalsozialismus trug sie den Namen „Franz-Ebner-Platz“, zu Ehren eines infolge des Juliputschs hingerichteten Nationalsozialisten. Der heutige Name wurde anlässlich einer Feier der Europäischen Föderalistischen Bewegung Österreich vergeben. |      |
| Färberplatz                     | 1., Innere Stadt | Nach der 1904 abgebrochenen Färberkaserne bzw. der angrenzenden Färbergasse.                                                                          | 1906                    | Der Platz entstand durch den Abbruch eines ehemaligen Adelspalais (Palais der Grafen Wagensperg, später Trauttmansdorff), das im 18. Jhd. als Waisenhaus, im 19. Jhd. als Rathauskaserne genutzt wurde. Der Name übertrug sich von der angrenzenden Färbergasse, ob ein Zusammenhang mit dem Beruf des Färbers besteht ist unklar. |      |
| Felix-Dahn-Platz                | 2., St. Leonhard | Nach dem Rechtswissenschaftler, Historiker und Autor Felix Dahn (1834–1912).                                                                          | 1904                    | Der von gründerzeitlichen Zinshäusern umgebene Platz wurde nach dem Autor benannt, welcher in der Entstehungszeit des Viertels sehr populär war. |      |
| Ferdinand-Porsche-Platz         | 7., Liebenau     | Nach dem Automobilkonstrukteur Ferdinand Porsche (1875–1951).                                                                                         | 1999                    | Die Benennung erfolgte in Zusammenhang mit dem nahen Produktionsstandort von Magna Steyr. |      |
| Floßlendplatz                   | 4., Lend         | Nach der Flößerei auf der Mur, die dem ganzen Bezirk den Namen gab.                                                                                   | 1912                    | Floßlendplätze (Anlenden bzw. Anländen = Anlegen) gab es an verschiedenen Stellen des Stadtgebietes. Viele mussten den Flussregulierungen im späten 19. Jahrhundert weichen oder wurden andernorts neu angelegt. |      |
| Franziskanerplatz               | 1., Innere Stadt | Nach dem dortigen Franziskanerkloster. | 1883                    | Der Platz rund um die Franziskanerkirche war ursprünglich ein Friedhof. Bereits im 17. Jhd. entstanden kleine Läden zwischen den Strebepfeilern der Kirche, heute ist der Platz von viel Gastronomie geprägt. Zumindest umgangssprachlich war die Bezeichnung „Franziskanerplatz“ schon deutlich vor 1883 in Gebrauch. |      |
| Freiheitsplatz                  | 1., Innere Stadt | Anlässlich der Ausrufung der Ersten Republik. | 1918 (erneut 1938)      | Der Platz entstand 1835 durch Abbruch des sogenannten Vizedomhauses und wurde 1838 zu Ehren von Franz II., dessen Monument den Platz ziert, in Franzensplatz benannt. Der monarchistische, 1918 geänderte Name war im kurzlebigen Ständestaat erneut in Verwendung. |      |
| Gadollaplatz                    | 6., Jakomini     | Nach dem in Graz geborenen Josef von Gadolla (1897–1945).                                                                                             | 2014                    | Die Fläche vor dem neugebauten Styria Media Center wurde zu Ehren Josef von Gadollas benannt, welcher kurz vor Kriegsende für seinen Befehl zur kampflosen Übergabe der Stadt Gotha exekutiert wurde. |      |
| Geidorfplatz                    | 3., Geidorf      | Nach dem gleichnamigen Stadtbezirk, dieser wiederum aufgrund seiner Lage („Gei“ = „auf dem flachen Land“ = „außerhalb der Stadtmauern“).              | 1870                    | Der Platz knapp außerhalb des historischen Zentrums von Graz entstand am Beginn einer Phase starken Wachstums der Stadt, die umliegenden Gebäude wurden ab 1860 errichtet. |      |
| Georgiplatz                     | 14., Eggenberg   | Nach der vorbeiführenden Georgigasse, diese wohl nach einer Bildsäule des Heiligen Georg.                                                             | 1938 bereits so benannt | Der Platz ist aufgrund von Verbauung heute kaum mehr als solcher erkennbar, war in der Vergangenheit aber unter anderem ein Marktplatz der bis 1938 unabhängigen Gemeinde Eggenberg. |      |
| Glockenspielplatz               | 1., Innere Stadt | Nach dem seit 1905 bestehenden Glockenspiel. | 1908                    | Der Platz welcher bis 1908 die Bezeichnung „Fliegenplatzl“ trug, wurde nach dem 1905 von Gottfried Maurer in seinem Haus eingerichteten Glockenspiel umbenannt. |      |
| Gorbachplatz                    | 1., Innere Stadt | Nach dem Politiker Alfons Gorbach (1898–1972). | 1982                    | Der spätere Bundeskanzler Alfons Gorbach wuchs in der Steiermark auf, war in der Zwischenkriegszeit Mitglied der steirischen Landesregierung und verstarb in Graz. Die Benennung des kleinen Platzes am Marburger Kai erfolgte anlässlich seines zehnten Todestages. |      |
| Griesplatz                      | 5., Gries        | Nach dem gleichnamigen Stadtbezirk, dieser wiederum aufgrund des als „Gries“ bezeichneten feinen Schwemmmaterials der Mur, das den Untergrund bildet. | 1785                    | Ebenso wie der Lendplatz entstand auch der Griesplatz als langgezogene Erweiterung der zumindest aus dem 17. Jhd. stammenden und im 18. Jhd. von Karl VI. als „Reichs-, Commercial-, Haupt- und Poststraße“ ausgebauten Verbindung von Wien nach Triest. |      |
| Gürtelturmplatz                 | 5., Gries        | Nach einem aufgrund seines Aussehens als Gürtelturm bezeichneten Gebäude.                                                                             | 1979                    | Der Gürtelturm wurde von der Wiener Städtischen Versicherung errichtet, welche die Bezeichnung schon vor der offiziellen Umbenennung als Ersatz für die eigentliche, aber als negativ empfundene, Adresse Lazarettgasse verwendete. |      |
| Hans-List-Platz                 | 4., Lend         | Nach dem Grazer Unternehmer Hans List (1896–1996). | 1997                    | Die Fläche liegt unmittelbar vor dem Gelände des 1952 von Hans List gegründeten automobiltechnischen Unternehmens AVL List. |      |
| Hanuschplatz                    | 14., Eggenberg   | Nach dem Politiker Ferdinand Hanusch (1866–1923), welcher der Stadt Graz eng verbunden war, 1920 errang er sein Nationalratsmandat im Wahlkreis Graz. | 1926                    | Der bald nach Hanuschs Tod benannte Platz ist heute quasi nur noch eine Wohnstraße entlang einer gleichnamigen Kleingartensiedlung. Im Dritten Reich hieß er zu Ehren des frühen Nationalsozialisten Albert Leo Schlageter (1894–1923) „Leo-Schlageter-Platz“. Die Umbenennung auf den ursprünglichen Namen erfolgte de facto 1945, de jure 1947. |      |
| Hasnerplatz                     | 3. Geidorf       | Nach dem Bildungspolitiker Leopold Hasner von Artha (1818–1891).                                                                                      | 1901                    | Der Platz entstand als Teil der gründerzeitlichen Stadterweiterung. An ihm befindet sich das 1909 für die damalige Lehrer- und Lehrerinnenbildungsanstalt erbaute Gebäude der heutigen Pädagogischen Hochschule Steiermark. |      |
| Hauptplatz                      | 1., Innere Stadt | Mindestens seit dem 15. Jahrhundert zentraler Platz der Stadt.                                                                                        | 1870                    | Der Hauptplatz wurde im 15. Jahrhundert durch Abriss mittelalterlicher Gebäude angelegt. 1596 wird er als „Am Platze“, 1665 erstmals als „Hauptplatz“ bezeichnet. im 19. Jhd. hieß er nach der im Grazer Rathausstationierten Garnison „Hauptwachplatz“, ab 1870 wiederum Hauptplatz. Während der Zeit des Nationalsozialismus trug er den Namen „Adolf-Hitler-Platz“. |      |
| Helene-Serfecz-Platz            | 14., Eggenberg   | Nach der Widerstandskämpferin Helene Serfecz (1886–1943).                                                                                             | 2011                    | Die Fläche trug ursprünglich den Namen Heinrich-Lersch-Platz, wurde jedoch aufgrund der Nähe dieses Dichters zum Nationalsozialismus umbenannt. |      |
| Hofbauerplatz                   | 14., Eggenberg   | Nach Leopold Hofbauer (1832–1908), Pfarrer und Gründer eines Kinderheimes sowie einer Privatschule.                                                   | 1948                    | Leopold Hofbauer war Pfarrer der Kirche St. Andrä, die im 19. Jhd. auch für Eggenberg zuständig war. Der Platz hieß vor 1938 „Andreas-Hofbauer-Platz“, während der Zeit des Nationalsozialismus Armin-Dadieu-Platz. Heute wird er von einer Markthalle dominiert. |      |
| Jakominiplatz                   | 1., Innere Stadt | Nach dem Investor Kaspar Andreas von Jacomini (1726–1805).                                                                                            | 1790 (ungefähr)         | Nachdem Graz durch Joseph II. zur „offenen Stadt“ erklärt worden war, konnte Kaspar Andreas von Jacomini große Flächen außerhalb der alten Stadtbefestigungen erwerben, die er teils selbst entwickelte, teils mit Gewinn weiterverkaufte. So gab er den Anstoß zur Entwicklung dieser Vorstadt. Der ursprüngliche Name „Josephsplatz“ hielt sich nur wenige Jahre, heute ist der Jakominiplatz der wichtigste Nahverkehrsknotenpunkt von Graz. |      |
| Jochen-Rindt-Platz              | 14., Eggenberg   | Nach dem in Graz aufgewachsenen Formel-1-Weltmeister Jochen Rindt (1942–1970).                                                                        | 2021                    | Der Platz entstand als Teil des großangelegten Stadtentwicklungsprojektes Graz-Reininghaus. |      |
| Johann-Puch-Platz               | 7., Liebenau     | Nach dem Industriellen Johann Puch (1862–1914). | 1999                    | Der Platz liegt vor dem Werk Thondorf der ehemaligen Steyr Daimler Puch-AG (heute Magna Steyr). |      |
| Josef-Pongratz-Platz            | 6., Jakomini     | Nach dem steirischen Politiker Josef Pongratz (1863–1931).                                                                                            | 1961                    | Die Benennung des Platzes steht mit dem Neubau des Gebäudes der Gebietskrankenkasse (heute Teil der Österreichischen Gesundheitskasse) in Verbindung; Pongratz war von 1910 bis 1925 Direktor der damaligen Bezirkskrankenkasse. Vor Benennung des Platzes galt die Fläche als Teil der östlich anschließenden Zimmerplatzgasse. |      |
| Kaiser-Josef-Platz              | 2., St. Leonhard | Nach Kaiser Joseph II. (1741–1790). | 1879                    | Der knapp außerhalb der Altstadt gelegene Platz wurde ursprünglich als „Holzmarktplatz“ oder „Markthüttenplatz“ bezeichnet. Heute ist er Fläche für einen beliebten Bauernmarkt, unter den umstehenden Gebäuden dominieren die Grazer Oper und die evangelische Heilandskirche. |      |
| Kapaunplatz                     | 1., Innere Stadt | Vermutlich nach einem Gasthaus „Zum Kapaun“ | 1813                    | Der gesamte Bereich zwischen Hauptplatz und Franziskanerkirche hieß bis ins 18. Jhd. „In der Höll“. Für den Kapaunplatz ist aus dem 17. Jhd. die Bezeichnung „Fischmarkt“, aus dem 18. Jhd. die Bezeichnung „Holzplatzl“ oder „Altes Fischplatzl“ überliefert. |      |
| Kapistran-Pieller-Platz         | 1., Innere Stadt | Nach dem Franziskanermönch und Widerstandskämpfer Kapistran Pieller (1891–1945).                                                                      | 1988                    | Kapistran Pieller trat 1909 in das Grazer Franziskanerkloster ein, promovierte an der Grazer Universität und war in der Stadt seelsorgerisch tätig. Der nach ihm benannte Platz neben der Erzherzog-Johann-Brückeentstand 1965 durch Abriss einer Häuserzeile. |      |
| Karlauplatz                     | 5., Gries        | Nach dem gleichnamigen Stadtviertel, dieses nach einem Jagdschloss Karls II. in der „Karl-Au“                                                         | 1785                    | Erzherzog Karl II. errichtete in der damals abgelegenen Gegend in den 1590er-Jahren ein Jagdschloss. Es wurde später als Kaserne und Gefängnis genutzt und ist heute in den Bau der Justizanstalt Graz-Karlau integriert. Im 19. Jhd. war die Karlau ein eigenes Stadtviertel, umgangssprachlich ist der Name weiterhin in Verwendung. |      |
| Karmeliterplatz                 | 1., Innere Stadt | Nach dem von 1629 bis 1789 bestehenden Kloster der Unbeschuhten Karmeliten.                                                                           | 1700                    | Der Platz wurde 1578 im Zuge der Entwicklung der Paulustor-Vorstadt angelegt und anfänglich als „Platz gegen die Burg“ bezeichnet. Im Dritten Reich hieß er „Rudolf-Erlbacher-Platz“, zu Ehren eines nach dem gescheiterten Juliputsch hingerichteten Nationalsozialisten. |      |
| Kirchplatz                      | 11., Mariatrost  | Nach der angrenzenden Basilika Mariatrost | 1948                    | Der Platz rund um die bedeutende Wallfahrtskirche dürfte auch ohne offizielle Benennung schon wesentlich länger so bezeichnet worden sein. |      |
| Lendplatz                       | 4., Lend         | Nach dem gleichnamigen Bezirk, dieser nach dem Anlanden (=Anländen/Anlenden) der auf der Mur fahrenden Flöße.                                         | 1785                    | Ebenso wie der Griesplatz entstand auch der Lendplatz als langgezogene Erweiterung der im 18. Jhd. von Karl VI. als „Reichs-, Commercial-, Haupt- und Poststraße“ ausgebauten Verbindung von Wien nach Triest. Aus dem 19. Jhd. sind auch die Bezeichnungen „Die Lenden“, „Am Lend“ oder, zur Unterscheidung vom südlicheren Griesplatz, „Oberer Platz“ überliefert. |      |
| Leonhardplatz                   | 2., St. Leonhard | Nach der mittelalterlichen Leonhardkirche. | 1899                    | 1948 wurden die nördlich der Kirche gelegenen und damit an das Gelände des LKH-Universitätsklinikum Graz angrenzenden Teile des Leonhardplatzes in Auenbruggerplatz umbenannt. |      |
| Margarete-Hoffer-Platz          | 4., Lend         | Nach der steirischen Widerstandskämpferin Margarete Hoffer (1906–1991).                                                                               | 2020                    | Der Platz in einem Neubaugebiet wurde 2020 zu Ehren dieser Gerechten unter den Völkern benannt. |      |
| Mariahilferplatz                | 4., Lend         | Nach der Mariahilferkirche bzw. dem dazugehörigen Kloster.                                                                                            | 1785                    | Im Jahr 1515 mussten die Minoriten ihr Kloster am heutigen Franziskanerplatz den Franziskaner-Observanten überlassen. Seyfried von Eggenberg stellte ihnen daraufhin ein Grundstück auf der anderen Murseite zur Neuansiedlung zur Verfügung. Vor 1785 trug der Platz nach dem Orden den Namen „Minoritenplätzl“. |      |
| Marienplatz                     | 4., Lend         | Nach einer Mariensäule. | 1930                    | Die namensgebende Mariensäule wurde 1683 von Johann Anton II. von Eggenberg gestiftet und 1878 auf diesen Platz überführt. Er war lange von einer großen Mühle (ab 1898 „Marienmühle“ genannt) dominiert, an deren Stelle heute ein „Rondo“ genannter, moderner Bau steht. Der Grazer Mühlgang quert den Platz nun unterirdisch. |      |
| Mehlplatz                       | 1., Innere Stadt | Nach dem dort zeitweise stattfindenden Mehlhandel. | 1785                    | Der kleine, von repräsentativen Palais umgebene Platz, war im Lauf der Jahrhunderte nach verschiedenen Handelsaktivitäten benannt. Im 15. Jahrhundert wird der Bereich als „Bei den Gäubänken“ (=Fleischstände) bezeichnet, 1674 als „Käs Plätzl“, im 17. Jahrhundert auch nur als „das Plätzl“. Eine weitere historische Benennung ist „Tabakamtsplatz“, nach der einst in Haus Nr.1 befindlichen Behörde. |      |
| Messeplatz                      | 6., Jakomini     | Nach der Messe Graz. | 1961                    | Der Antrag auf Benennung des Platzes vor dem bis ins 19. Jhd. zurückgehenden Messegelände ging von der damaligen Grazer Südost-Messe aus. Der Platz wird vom mächtigen Vordach der Stadthalle und den angrenzenden modernen Bürogebäuden geprägt. |      |
| Neue Welt                       | 1., Innere Stadt | Nach einem dort befindlichen Gasthof | 1781                    | Der Platz und die angrenzende Neue-Welt-Gasse erhielten ihren Namen von einem schon im 17. Jahrhundert so bezeichneten Gasthof. Zwischenzeitlich trug er auch den Namen „Gasse zum Weißen Kreuz“ oder „In der neuen Welt beym weissen Kreuz“. |      |
| Nikolaiplatz                    | 5., Gries        | Nach einer Statue des Nikolaus von Myra, u.a. auch Patron der Schiffer, welche am dortigen Murufer anlegten.                                          | 1995                    | Bereits zwischen 1813 und 1870 hatte es in diesem Bereich einen Nikolaiplatz mit Anlegestelle gegeben. Infolge der Regulierung der Mur verschwand dieser, die Straße entlang des Flussufers wurde nun „Nikolaikai“ genannt. Im Zuge einer Neugestaltung des Bereichs wurde der alte Name erneut vergeben. |      |
| Nicolaus-Harnoncourt-Platz      | 4., Lend         | Nach dem der Steiermark eng verbundenen Dirigenten Nikolaus Harnoncourt (1929–2016).                                                                  | 2017                    | Der Platz befindet sich im Bereich des großangelegten Stadtentwicklugsprojektes Smart City Graz. |      |
| Ortweinplatz                    | 6., Jakomini     | Nach dem steirischen Architekten und Schuldirektor August Ortwein (1836–1900).                                                                        | 1936                    | Der Platz befindet sich vor dem ehemaligen Gebäude der „k. k. Staatsgewerbeschule“, die heute nach ihrem Direktor ebenfalls den Namen HTBLVA Graz-Ortweinschule trägt. |      |
| Pfarrer-Schröttner-Platz        | 14., Eggenberg   | Nach dem Pfarrer Peter Schröttner (1888–1957). | 1984                    | Der Eggenberger Pfarrer Peter Schröttner war in der Zwischenkriegszeit eine treibende Kraft bei der Gründung der „Schutzengel-Pfarre“, welche 1932 eine Notkirche und schließlich 1996 die Schutzengelkirche erhielt. |      |
| Platz der Freiwilligen Schützen | 5., Gries        | Nach den „Freilwilligen Schützen“ des Ersten Weltkrieges.                                                                                             | 1935                    | Nach dem überraschenden Kriegseintritt Italiens gegen die Mittelmächte wurden eilig militärische Verbände zum Schutz der österreichischen Südgrenze aufgestellt. Laut Gedenktafel Ehrt der Platz das „Feldbataillon, gebildet aus dem k. k. Steirischen Freiwilligen Schützenregiment I Graz.“ |      |
| Reininghausplatz                | 5., Gries        | Nach der Unternehmerfamilie Reininghaus. | 2021                    | Der Platz befindet sich in dem großangelegten Stadtentwicklungsprojekt Graz-Reininghaus. Die Fläche ist planmäßig festgelegt, mit Stand April 2022 existieren der Platz und die umgebenden Wohngebäude aber noch nicht. |      |
| Riesplatz                       | 10., Ries        | Nach dem Stadtbezirk, dieser wiederum nach einem in seinem Osten gelegenen Höhenrücken.                                                               | 1987                    | Die Fläche wurde dem Bezirk 1965 als Ausgleich für Grundstücke überlassen, die 1963 an das LKH-Universitätsklinikum Graz und damit an den Bezirk Geidorf abgetreten worden waren. Seit 1987 versucht man, die davor namenlose Fläche als Zentrum des Bezirks zu entwickeln. |      |
| Schillerplatz                   | 2., St. Leonhard | Nach dem Dichter Friedrich Schiller (1759–1805). | 1874                    | Im Bereich des Platzes befand sich im 19. Jahrhundert eine Müllgrube. Infolge des starken Wachstums der Stadt Graz wurde die Fläche als Platz gestaltet und mit gründerzeitlichen Wohnbauten umgeben. |      |
| Schloßbergplatz                 | 1., Innere Stadt | Nach dem Grazer Schloßberg. | 1929                    | Bei dem langgezogenen Platz handelt es sich ursprünglich um den militärisch wichtigen Freiraum außerhalb der mittelalterlichen Grazer Stadtmauer. Nach deren Aufgabe um 1700 diente der Großteil des Platzes als privater Garten des angrenzenden Reinerhofes. Um 1900 kam es zur Öffnung des Platzes nach Westen (zur Mur), wenig später wurde auch der ehemalige Garten öffentlich. Heute ist er ein wichtiger Zugang zum Schloßberg. Ab 1625 war der Schloßbergplatz Fischmarkt , im Jahr 1665 wurde er „Haffnerplätzl“ genannt, 1703 „Schlosserpläzl“. Danach bürgerte sich bis zur Umbenennung 1929 der Name „Ursulinenplatz“ ein. |      |
| Schloßplatz                     | 13., Gösting     | Nach dem Schloss Gösting. | 1947                    | Die Fläche vor dem barocken Schloss Gösting hieß ab 1934 „Dr.-Engelbert-Dollfuß-Platz“, ab 1939 „Adolf-Hitler-Platz“. |      |
| Sonnenfelsplatz                 | 3., Geidorf      | Nach dem Schriftsteller Joseph von Sonnenfels (1732/1733–1817).                                                                                       | 1992                    | Die weitläufige Kreuzung nahe der Universität Graz wurde 1992 nach diesem Schriftsteller der Aufklärung benannt. Er hatte 1775 eine wesentliche Rolle bei der Abschaffung der Folter in Österreich gespielt. |      |
| Sparkassenplatz                 | 1., Innere Stadt | Nach der Steiermärkischen Sparkasse, die hier ihren Hauptsitz hat.                                                                                    | 1975                    | Die Benennung erfolgte auf Ersuchen der Steiermärkischen Sparkasse anlässlich ihres 150-jährigen Jubiläums. Davor hieß das Areal „Stainzerhofgasse“, nach dem 1969 abgetragenen Stadthof des Stiftes Stainz. |      |
| St.-Andrä-Platz                 | 5., Gries        | Nach der Kirche St. Andrä. | 2011                    | Die Fläche östlich der Andräkirche war Teil des 1786 aufgelassenen Pfarrfriedhofes. Das Innere der Kirche wird seit 1999 von moderner Kunst dominiert, 2010 erfolgte eine Umgestaltung des Außenbereiches. |      |
| St.-Paulus-Platz                | 7., Liebenau     | Nach der Kirche St. Paul. | 1987                    | Die Benennung erfolgte anlässlich des 1987 abgeschlossenen Neubaus der Kirche. |      |
| Stadionplatz                    | 7., Liebenau     | Nach dem größten Grazer Stadion, aktuell Merkur Arena.                                                                                                | 1996                    | Der Name wurde anlässlich einer Umgestaltung des Stadions und der Errichtung zugehöriger Verwaltungsgebäude vergeben. |      |
| Südtiroler Platz                | 4., Lend         | Nach dem an Italien verlorenen Südtirol. | 1928                    | Mit der Benennung sollte 10 Jahre nach Ende des Ersten Weltkrieges an den Verlust Südtirols erinnert werden. Davor hieß der Platz „Murplatz“ oder „Murvorstadtplatz“. |      |
| Tegetthoffplatz                 | 2., St. Leonhard | Nach dem in Graz bestatteten Admiral Wilhelm von Tegetthoff (1827–1871).                                                                              | 1935                    | Während der gründerzeitlichen Stadterweiterung von Graz sollte hier ein Marktplatz entstehen, stattdessen wurde jedoch eine Grünfläche angelegt. Diese wurde, wie auch die angrenzende Elisabethstraße, 1887 zu Ehren von Kaiserin Elisabeth als „Elisabethplatz“ benannt. 1935 gelang es, das Denkmal des österreichischen Admirals Tegetthoff aus dem nunmehr jugoslawischen Pula hierher zu übertragen, anlässlich dessen wurde der Platz umbenannt. |      |
| Tummelplatz                     | 1., Innere Stadt | (Angeblich) nach den sich hier tummelnden Pferden. | 1785                    | Der L-förmige Platz entstand im Zuge der Neubefestigung der Stadt im 16. Jahrhundert. Von 1596 bis Anfang des 18. Jahrhunderts befanden sich hier, am damaligen Stadtrand, die Hofstallungen und Flächen zum Bereiten der Pferde. |      |
| Universitätsplatz               | 3., Geidorf      | Nach der Universität Graz. | 1900                    | Der Name bezieht sich nicht nur auf die Fläche vor dem Hauptgebäude, sondern dient auch als Adresse für alle Bauten am Gelände des 1872 bis 1895 errichteten Campus. |      |
| Wagner-Jauregg-Platz            | 16., Straßgang   | Nach dem Psychiater, Nobelpreisträger und Grazer Universitätsprofessor Julius Wagner-Jauregg (1857–1940).                                             | 1964                    | Der Name bezeichnet das Gelände des LKH Graz II Standort Süd. |      |
| Walter-P.-Chrysler-Platz        | 7., Liebenau     | Nach dem Automobilpionier Walter Percy Chrysler (1875–1940).                                                                                          | 1992                    | Die Benennung erfolgte anlässlich der Eröffnung des sogenannten Eurostar-Automobilwerkes, eine Kooperation zwischen Magna Steyr und der Chrysler Corporation. |      |